# Karlheinz Kessler
Karlheinz Kessler (* 9. Oktober 1948 in Stuttgart) ist ein deutscher Assyriologe.

## Leben
Karlheinz Kessler legte mit seinem Zwillingsbruder Dieter Kessler (Ägyptologe) 1967 sein Abitur am Karls-Gymnasium Stuttgart ab. Danach studierte er die Fächer Latein und Geschichte sowie Altorientalistik an der  Universität Tübingen. Sein Staatsexamen schloss er 1972 mit der wissenschaftlichen Arbeit „Untersuchungen zum Einfluss der Kaiserbiographien Suetons auf die Vita Hadriani der Historia Augusta“ bei Ernst Zinn und Jürgen Kroymann ab. Während seines Studiums unternahm er individuelle Studienreisen nach Ägypten, den Irak, den Libanon, Syrien und der Türkei zur Vorbereitung seiner Dissertation zum Thema der historischen Topographie Nordmesopotamiens. Seine Promotion an der Universität Tübingen erfolgte 1977. Viele der topographischen Untersuchungen flossen in zwei historische Karten des Tübinger Atlas des Vorderen Orients ein.
1979 bis 1982 war er Referent und Epigraphiker an der Abteilung Bagdad des Deutschen Archäologischen Instituts. 1982 bis 1986 war er als wissenschaftlicher Mitarbeiter im Fach Altorientalistik am Fachbereich für Altertumswissenschaften der Freien Universität Berlin beschäftigt und habilitierte sich im Mai 1986 mit dem Thema „Uruk. Die Wohnhäuser westlich des Eanna-Tempelbereiches“. Im November 1986 erfolgte seine Ernennung zum Professor für Altorientalistik an der Universität Erlangen, wie die seines Zwillingsbruders Dieter Kessler, der am selben Tag zum Professor für Ägyptologie an der Ludwig-Maximilians-Universität ernannt wurde. Seit 2014 ist er im Ruhestand.
Er wirkte als Grabungsmitglied bei diversen Ausgrabungen als Epigraphiker und Ausgräber im Irak (Assur, Kār-Tukulti-Ninurta, Uruk (Warka), Tell Imlihiye, Tell Zubeidi) und Syrien (Tell Hamidiye, Tell Schech Hamad).

## Schriften (Auswahl)
- Die Anzahl der assyrischen Provinzen des Jahres 738 v. Chr. in Nordsyrien. In: Welt des Orients. Band 8, 1975, ISSN 0043-2547, S. 49–63.
- Untersuchungen zur historischen Topographie Nordmesopotamiens nach keilschriftlichen Quellen des 1. Jahrtausends v.Chr. In: Geisteswissenschaften (= Beihefte zum Tübinger Atlas des Vorderen Orients. B). Nr. 26. Dr. Ludwig Reichert, Wiesbaden 1980, ISBN 3-88226-023-8.
- Assyrien bis 800 v. Chr. Dr. Ludwig Reichert, Wiesbaden 1987, ISBN 3-88226-916-2.
- Das Neuassyrische Reich der Sargoniden (720–612 v. Chr.) und das Neubabylonische Reich (612–539 v. Chr.). Dr. Ludwig Reichert, Wiesbaden 1991, ISBN 3-88226-755-0.
- Die Archive der Söhne des Bēl-ušallim, des Nabû-ušallim und des Bēl-supê-muḫur. In: Uruk. Urkunden aus Privathäusern. Die Wohnhäuser westlich des Eanna-Tempelbereichs. (= Ausgrabungen in Uruk-Warka. Nr. 8). Teil 1. Philipp von Zabern, Mainz 1991, ISBN 3-8053-1229-6.
- Ein Einbruch in ein Bīt Šutummu eines Tempelbäckers. In: Barbara Böck, Eva Cancik-Kirschbaum, Thomas Richter (Hrsg.): Munuscula Mesopotamica. Festschrift für Johannes Renger (= Alter Orient und Altes Testament. Band 267). Ugarit-Verlag, Münster 1999, ISBN 3-927120-81-2, S. 245–257.
- Karlheinz Kessler, Christa Müller-Kessler: Spätbabylonische Gottheiten in spätantiken mandäischen Texten. In: Zeitschrift für Assyriologie. Nr. 89, 1999, ISSN 0084-5299, S. 65–87.
- Hellenistische Tempelverwaltungstexte. Eine Nachlese zu CT 49. In: Joachim Marzahn, Hans Neumann (Hrsg.): Assyriologica et Semitica. Festschrift für Joachim Oelsner anläßlich seines 65. Geburtstages am 18. Februar 1997. Ugarit-Verlag, Münster 2000, ISBN 3-927120-62-6, S. 213–242.
- Urukäische Familien versus babylonische Familien. Die Namengebung in Uruk, die Degradierung der Kulte von Eanna und der Aufstieg des Gottes Anu. In: Altorientalische Forschungen. Nr. 31, 2004, ISSN 0232-8461, S. 237–262.
- Das wahre Ende Babylons – Die Tradition der Aramäer, Mandäer, Juden und Manichäer. In: Joachim Marzahn and Günther Schauerte (Hrsg.): Babylon. Wahrheit: Eine Ausstellung des Vorderasiatischen Museums Staatliche Museen zu Berlin mit Unterstützung der Staatsbibliothek zu Berlin. Hirmer, München 2008, ISBN 978-3-7774-4295-2, S. 467–486.
- Lukian und Babylon. In: Manfred Krebernik, Hans Neumann (Hrsg.): Babylonien und seine Nachbarn in neu- und  spätbabylonischer Zeit. Wissenschaftliches Kolloquium aus Anlass des 75. Geburtstags von Joachim Oelsner Jena, 2. und 3. März 2007 (= Alter Orient und Altes  Testament. Band 369). Ugarit-Verlag, Münster 2014, ISBN 978-3-86835-077-7, S. 95–107.
- Kār Aššur, Chalas(s)ar, Artemita. Assyrische Festung und griechische Polis in der Apolloniatis. In: Mélanie C. Flossmann-Schütze, Maren Goecke-Bauer, Friedhelm Hoffmann, Andreas Hutterer, Katrin Annikka Schlüter, Alexander Schütze, Martina Ullmann (Hrsg.): Kleine Götter – Große Götter. Festschrift für Dieter Kessler zum 65. Geburtstag (= Tuna el-Gebel. Nr. 4). Brose, Haar 2013, ISBN 978-3-944207-02-5, S. 273–285.
- Neue Tontafelfunde aus dem mitannizeitlichen Taidu – Ein Vorbericht. In: Dominik Bonatz (Hrsg.): The Archaeology of Political Spaces (= Topoi. Berlin Studies of the Ancient World. Nr. 12). de Gruyter, Berlin, ISBN 978-3-11-026595-8, S. 35–42.
- 2.3.5 Die Keilschrifttexte der Kampagne 2004. In: Markus Wäfler (Hrsg.): Tell al-Ḥamīdīya. Mit Beiträgen von Tina Bratschi, Karlheinz Kessler. 5, Bericht 2002–2011. Berlin 2020, S. 173–176 (google.com).
- 2.5.6 Das maittanische Keilschriftarchiv. In: Markus Wäfler (Hrsg.): Tell al-Ḥamīdīya. Mit Beiträgen von Tina Bratschi, Karlheinz Kessler. 5, Bericht 2002–2011. Berlin 2020, S. 251–295 (google.com).